# Лучо Дала
Лучо Дала (итал. Lucio Dalla; Болоња, 4. март 1943 — Монтре, 1. март 2012) био је италијански певач, кантаутор и глумац. Првенствено џез музичар, радознао и склон експериментисању, опробао се и у другим музичким жанровима: соулу, попу, биту, ауторској музици, опери, сарађујући са бројним италијанским и страним уметницима. Свирао је кларинет, саксофон и клавир. У почетку аутор само музике коју је изводио, у својој зрелој фази се остварио и као аутор текстова. Током своје, 50 година дуге, каријере, објавио је 22 студијска албума, 9 концертних, синглове, компилације, као и више албума за инострано тржиште. Глумио је у 17 филмова, а за 12 је компоновао музику. Временом је стекао и међународну славу. Добитник је бројних награда и признања.
Прославио се песмом Карузо, чији је и аутор и композитор. Песма је посвећена чувеном тенору (Енрико Карузо) и спада у најпознатије италијанске песме. Продата је у скоро 9 милиона примерака у целом свету и преведена на више језика. Током година су је изводили многи уметници међу којима су и Лучано Павароти, Селин Дион, Андреа Бочели, Хулио Иглесијас.

## Биографија
Рођен је у Болоњи, Италија. Отац му је био директор стрељачког клуба, умро је када је Лучо имао свега седам година. Мајка је била кројачица, а стриц, Ариоданте Дала, популаран певач. Уз стрица је дечак Лучо научио да свира хармонику, а као тинејџер је сам научио да свира кларинет и почео да се бави џез музиком. Убрзо је постао члан локалног џез ансамбла Rheno Dixieland Band са којим је 1960. учествовао на првом Џез фестивалу у Антибу, Француска. Бенд је освојио прво место. Следеће године је са групом Second Roman New Orleans Jazz Band снимио сингл и то је било његово прво искуство у студију. Био је затим певач групе Flippers док га Ђино Паоли није убедио да започне соло каријеру пошто је у њему препознао одличног соул певача. 
Први соло наступи као и први албум 1999. објављен 1966. доживели су неуспех. Учешћем на Фестивалу у Санрему успео је да поправи свој рејтинг и његов други албум Terra di Gaibola, назван по једном предграђу Болоње и објављен 1970. био је боље прихваћен, али је продат у малом тиражу. 1971. је поново учествовао на Фестивалу у Санрему са песмом 4.3.1943. која је постала хит. Исте године је објавио албум Storie di casa mia и доживео први прави успех у својој каријери. Успешан му је био и наступ у Санрему 1972. са песмом Piazza Grande. 
Од 1973. до 1977. сарађивао је са Робертом Роверсијем, песником из Болоње. Објавили су заједно три албума: Il giorno aveva cinque teste, Anidride solforosa, Automobili, сва три добро примљена и код критике и код публике. Због политичке ангажованости и оштре критике савременог (капиталистичког) друштва коју су испољавали у својим песмама, били су цензурисани, што је довело до бројних несугласица због којих су се, упркос плодној сарадњи, разишли и Дала је одлучио да убудуће сам пише текстове за своје песме.
Албумом Come è profondo il mare објављеним већ 1977. доказао је да је не само одличан музичар већ и надарен текстописац. Још већи успех је постигао албумом Lucio Dalla из 1979. Запажена је тих година и његова сарадња са Франческом де Грегоријем са којим је одржао серију изузетно успелих концерата по Италији. То је био први пут да се концерти ауторске музике изводе на стадиону. Њихов заједнички албум Banana Republic продат је у 500.000 примерака.
Албуми који су потом објављени (Q Disc, 1983, Bugie) били су још једна потврда Далиног успеха и популарности. 1981. је са својим сарадницима учествовао у оснивању групе Stadio, са којом је, уз повремене прекиде, сарађивао готово читаву деценију, а 1986. су заједно отишли на интернационалну турнеју која је завршена низом одличних концерата по Америци. Исте године је изашла и песма Caruso која му је донела дотад невиђену славу. Уследио је албум Dalla/Morandi као резултат сарадње са популарним певачем (Gianni Morandi), потом једна дужа, заједничка, турнеја по Италији и иностранству. На турнеји је наступала и група Stadio. 
1990. изашао је албум Cambio којим је започета поп фаза у каријери Луча Дале. Овај ће правац бити заступљен и у осталим албумима који су објављени током 90 - их година (Henna, Canzoni, Ciao) и који су били подједнако успешни као и претходни. Сингл Attenti al lupo је један од најпродаванијих икада у Италији (тираж 1.500.000).
1998. је поново сарађивао са Робертом Роверсијем. Наиме, Дала је компоновао музику за представу Enzo re (Краљ Енцо) по Роверсијевом тексту. Та ће представа бити поново одиграна 2000. године као увод у низ културних манифестација одржаних поводом проглашења Болоње за Европску престоницу културе. 
Почетком новог миленијума Дала је одлучио да се опроба и у опери. Сарађивао је са многим личностима из света позоришне и филмске уметности и писао музику за њихове комаде. Изашли су му и албуми: Luna Matana, Lucio, 12000 lune, Il contrario di me. А онда је, после паузе од 30 година, одлучио да обнови сарадњу са де Грегоријем и 2010. кренуо са њим на турнеју која је трајала више од годину дана; публика је била одушевљена. 2012. се, после 40 година, вратио на Фестивал у Санрему, у улози певача и диригента. Убрзо потом креће на европску турнеју на којој изненада умире од последица срчаног удара, 1.3.2012. у швајцарском Монтреу.

## Дискографија
Дискографија Луча Дале обухвата 22 студијска и 9 концертних албума, бројне синглове, албуме за инострано тржиште. Објављени албуми:
- 1999 (1966)
- Terra di Gaibola (1970)
- Storie di casa mia (1971)
- Il Giorno aveva cinque teste (1973)
- Bologna 2 settembre 1974 (1975)
- Anidride solforosa (1975)
- Automobili (1976)
- Come è profondo il mare (1977)
- Banana Republic (1979) са Франческом де Грегоријем
- Lucio Dalla (1979)
- Dalla (1980)
- Q Disc (1981)
- 1983 (1983)
- Viaggi organizzati (1984)
- Lucio Dalla Marco di Marco (1985)
- Bugie (1985)
- DallAmeriCaruso (1986)
- Dalla/Morandi / In Europa (1988)
- Cambio (1990)
- Geniale (1991)
- Amen (1992)
- Henna (1993)
- Canzoni (1996)
- Ciao (1999)
- Luna Matana (2001)
- Live@RTSI (2001)
- Lucio (2003)
- Impressioni di jazz (2004)
- Il contrario di me (2007)
- La neve con la Luna (2008)
- Angoli nel cielo (2009)
- Work in Progress (2010) са Франческом де Грегоријем

## Филмографија
Филмографија обухвата 17 филмова у којима се Дала остварује као глумац, 12 за које је писао музику, а у неким филмовима су присутне његове песме. Филмови за које је Дала компоновао музику:
- Signore e signori, buona notte (1976)
- Borotalco (1982)
- I picari (1987)
- Il frullo del passero (1988)
- Pummarò (1989)
- Al di là delle nuvole (1995)
- Dalla mondino (1996)
- Prima dammi un bacio (2003)
- Gli amici del bar Margherita (2009)
- Il cuore grande delle ragazze (2011)
- AmeriQua (2011)
- Pinocchio (2012)